# Arado Ar 81
Arado Ar 81 – niemiecki bombowiec nurkujący z okresu II wojny światowej.

## Historia
W 1935 roku niemieckie Ministerstwo Lotnictwa (RLM) ogłosiło konkurs na budowę samolotu bombowego mogącego atakować z lotu nurkowego. Swoje konstrukcje w tym konkursie przedstawił Junkers, Blohm & Voss i Heinkel. Do konkursu zgłosiła się również wytwórnia Arado Flugzeugwerke GmbH, która opracowała dwupłatowy samolot oznaczony jako Ar 81.  
Projekt został przyjęty przez Ministerstwo Lotnictwa (RLM) oraz zamówiono budowę trzech prototypów tego samolotu. Pierwszy prototyp Ar 81V-1 został oblatany już pod koniec 1935 roku. Próby pierwszego prototypu wykazały potrzebę zmodyfikowania usterzenia, co zostało dokonane w drugim prototypie Ar 81V-2. Zmiany te nie przyniosły pożądanego rezultatu, dlatego też w trzecim prototypie Ar 81V-3 zamieniono usterzenie pionowe i został on oblatany wiosną 1936 roku. 
Wprowadzone w prototypie Ar 81V-3 zmiany spowodowały, że osiągi poprawiły się i odpowiadały zaplanowanym. Samolot wykazywał dobre właściwości pilotażowe. Ministerstwo Lotnictwa zrezygnowało jednak z tego samolotu na rzecz nowocześniejszej konstrukcji samolotu Junkers Ju 87, który był jednopłatem i rokował, że będzie można go modyfikować oraz rozwijać jego konstrukcję.
Ostatecznie zbudowano tylko 3 prototypy samolotu Arado Ar 81.

## Użycie
Samolot Arado Ar 81 był używany tylko do prób i badań w locie. 

## Opis konstrukcji
Samolot Arado Ar 81 był dwupłatem o konstrukcji całkowicie metalowej. Płaty trójdzielne, wyposażone w lotki i hamulce aerodynamicze na dolnym płacie. Kabina zakryta, miejsca załogi ustawione w tandemie. Podwozie klasyczne stałe z kółkiem ogonowym. Napęd stanowił silnik rzędowy, chłodzony powietrzem.